# Placodermo
Os placodermos (classe Placodermi) representam uma classe de peixes extintos, que viveram entre o Siluriano e o final do Devoniano (ca. 430-360 milhões de anos). A sua principal característica, que lhes deu o nome científico de Placodermi, era a cobertura da cabeça e tórax por armaduras articuladas de placas dérmicas. O resto do corpo podia estar, ou não, coberto de escamas. Os placodermos foram um dos primeiros grupos de peixes a desenvolver dentes e mandíbulas, que evoluíram provavelmente a partir dos arcos branquiais. O primeiro paleontólogo a estudar o grupo dos placodermos foi Louis Agassiz.
Os fósseis mais antigos de placodermos foram encontrados em formações sedimentares da China datadas do final do período Silúrico. Estes achados representam já placodermos bem diferenciados das ordens Antiarchi e Arthrodira, pelo que se supõe que o grupo tenha surgido um pouco antes. No entanto, nunca foram descobertos fósseis de formas basais de placodermos, nem transições entre este grupo e um eventual precedente.
Os placodermos desapareceram na extinção em massa que ocorreu no final do período Devoniano.
Os placodermos constituem um grupo extinto e altamente diversificado de gnatostomados cujas relações filogenéticas com outros vertebrados mandibulados é incerta.
Recentes descobertas fósseis no noroeste da Austrália, revelaram estruturas relacionadas com a fecundação interna (clásperes), que tinham por função introduzir os espermatozóides nas fêmeas. Essas evidências remontam a origem da cópula, que antes se pensava ter surgido nos Chondrichthyes há 350 milhões de anos, para 375 milhões de anos. Essa e outras descobertas sugerem que os placodermos poderiam ser ancestrais dos condrictes e também dos acantódios. Estes últimos podem ter sido ancestrais da linhagem dos peixes ósseos (Osteichthyes).

## Características
Muitos placodermes, particularmente o Rhenanida, Petalichthyida, Phyllolepida e Antiarchi, eram habitantes do fundo. Em particular, os anti-arcos, com suas barbatanas peitorais ósseas altamente modificadas e articuladas, foram habitantes altamente bem sucedidos dos habitats marinhos da água doce devoniana do meio-tardio e do solo superficial, com o gênero Devoniano Médio-Tardio, Bothriolepis, conhecido de mais de 100 espécies válidas. A grande maioria dos placodermes eram predadores, muitos dos quais viviam em ou perto do substrato. Muitos, principalmente o Arthrodira, eram predadores nektonicos ativos que habitavam nas porções média a superior da coluna de água. Um estudo do arthrodire Compagopiscis publicado em 2012 concluiu que os placodermes (pelo menos esse gênero específico) provavelmente possuíam dentes verdadeiros contrários a alguns estudos iniciais. Os dentes tinham cavidades de polpa bem definidas e eram feitos de osso e dentina. No entanto, o desenvolvimento do dente e do maxilar não foi tão integrado como nos gnathostomes modernos. Estes dentes eram provavelmente homólogos aos dentes de outros gnathostomes.
Anatomia externa do placoderm Coccosteus decipiens
Um dos maiores artrodires conhecidos, Dunkleosteus terrelli, tinha 6 m (20 pés) de comprimento, e presume-se ter uma grande distribuição, já que seus restos foram encontrados na Europa, América do Norte e possivelmente Marrocos . Alguns paleontologistas o consideram o primeiro "superpredador" de vertebrados do mundo, atacando outros predadores. Outros, artrodires menores, como Fallacosteus e Rolfosteus, ambos da Formação Gogo da Austrália Ocidental, tinham uma armadura de cabeça em forma de bala, fortemente apoiando a ideia de que muitos, se não a maioria, artrodires eram nadadores ativos, em vez de emboscada passiva - caçadores cuja armadura praticamente os ancorava ao fundo do mar. Alguns placodermes eram herbívoros, como o artrodire Holonema do Devon do meio a tardio, e alguns eram planktivores, como a gigantesca artrodia de 8 m (26 pés) de comprimento, Titanichthys.
A descoberta na Formação Gogo, perto de Fitzroy Crossing, Kimberley, Austrália Ocidental de um pequeno placodermo feminino, com cerca de 25 cm (10 in) de comprimento, que morreu na década de 1990, obteve evidências extraordinárias de fertilização interna em um placoderm. processo de nascimento de uma prole de 6 cm (2 1/2 pol) e foi fossilizado com o cordão umbilical intacto. O fóssil, chamado Materpiscis attenboroughi (após o cientista David Attenborough), teve ovos que foram fertilizados internamente, a mãe alimentando o embrião e dando à luz jovens vivos. Com esta descoberta, o placoderm tornou-se o vertebrado mais antigo, conhecido por ter dado à luz jovens vivos ("vivíparos"), empurrando a data da primeira viviparidade para trás cerca de 200 milhões de anos antes do que era conhecido anteriormente. Os espécimes do artrodire Incisoscutum ritchei, também da Formação Gogo, foram encontrados com embriões dentro deles, indicando que este grupo também tinha habilidade para suportar vidas. Os machos reproduziram inserindo um colete longo na fêmea. Basipterygia alongada também é encontrada nos placodermes filolepídeos, como Austrophyllolepis e Cowralepis, ambos do Devoniano Médio da Austrália, sugerindo que a basiptergia foi usada na copulação.
Os grampos de placoderm não são homólogos com os grampos em peixes cartilaginosos. As semelhanças entre as estruturas foram reveladas como um exemplo de evolução convergente. Enquanto os grampos em peixes cartilaginosos são partes especializadas de suas aletas pélvicas emparelhadas que foram modificadas para copulação devido a mudanças nos genes hox hoxd13, a origem dos órgãos de acasalamento em placodermes provavelmente se baseou em diferentes conjuntos de genes hox e foram estruturas que desenvolvido mais abaixo do corpo como um par de apêndices extra e independente, mas que durante o desenvolvimento se transformou em partes do corpo usadas apenas para reprodução. Como eles não estavam presos às barbatanas pélvicas, assim como os picadores de peixes como tubarões, eles eram muito mais flexíveis e provavelmente poderiam ser girados para a frente.

## Alguns géneros e espécies
- Pterichthyodes
- Gemuendina stuertzi
- Titanichthys agassizi
- Dunkleosteus